# Agrargesellschaft
Die Agrargesellschaft ist eine vormoderne Gesellschaft mit einem hohen Anteil an Beschäftigten in der Landwirtschaft als dem primären Wirtschaftssektor.

## Geschichte
Die Agrargesellschaft löste die Jäger-und-Sammler-Gemeinschaften ab und entstand erstmals um 9.500 v. Chr. mit der Erfindung des systematischen Pflanzenanbaus. Die Domestizierung der Nutzpflanzen und um 8.500 bis 8.000 v. Chr. der Nutztiere war so weit fortgeschritten, dass die Menschen ihre Arbeit überwiegend als Bauern oder Viehzüchter organisierten. Da die Angehörigen der Agrargesellschaft mit Ausnahme der Hirtenvölker wegen der Bodenbewirtschaftung meist sesshaft sind, können größere Bestände an materiellen Gütern zusammengetragen und errichtet werden. In der frühen Agrargesellschaft entwickelte sich vermutlich nach und nach die gesellschaftsverändernde Idee des Grundeigentums. Der Anthropologe Carel van Schaik und der Historiker Kai Michel schreiben zur Entstehung des Eigentums:

„Die Landwirtschaft erforderte, dass bestimmte Dinge nicht mehr allen gehörten. Wie sollte man etwas ernten, wenn sich vorher jeder bediente? […] Das neue Eigentumskonzept zu etablieren […] bedurfte eines enormen intellektuellen Aufwandes, der Idee, dass es nun Dinge geben sollte, die Einzelnen gehörten, in einer Gemeinschaft Geltung zu verschaffen. […] Mit dem Sesshaftwerden wurde eines der fundamentalen Gesetze menschlichen Zusammenlebens ausgehebelt, eines, das eine halbe Ewigkeit lang ein alltägliches Gebot gewesen war: Nahrung muss geteilt werden! […] Hier wird eine alltägliche, lebensnotwendige Handlung – das Sammeln von Früchten – nicht nur untersagt; sie wird kriminalisiert. […]“

Trotz der naheliegenden Schlussfolgerungen lässt sich auch diese Eigentumstheorie nicht beweisen. Es bleibt offen, wann und in welchem Zusammenhang das Eigentum tatsächlich die hohe Wertschätzung erlangte, die es heute innehat.
Alle europäischen Gesellschaften zwischen der neolithischen Revolution und der industriellen Revolution waren Agrargesellschaften, d. h. die kleinen und wenigen Städte waren jeweils in ein größeres agrarisch geprägtes Umfeld eingebettet, das diese mit Lebensmitteln versorgte. Die Umwandlung dieser Agrargesellschaften in Industriegesellschaften erfolgte unter anderem durch die Industrialisierung der Landwirtschaft.
Jeder landwirtschaftliche Betrieb konnte durch Einsatz von Maschinen und chemischen Düngemitteln ein Mehrfaches an Produkten erzeugen, als für die Versorgung der in diesem Betrieb arbeitenden Menschen, meist Familienmitglieder, notwendig war. Dadurch wurden, unter der häufigen Begleiterscheinung von massenhaftem Elend, Arbeitskräfte für die Industrie freigesetzt.
Im europäischen Mittelalter entwickelte sich ein Feudalsystem innerhalb der Agrargesellschaften.

## Merkmale
Alle modernen Gesellschaften waren Agrargesellschaften, wandelten sich später in Industriegesellschaften, um im Laufe der Zeit Dienstleistungsgesellschaften zu werden. Dieser historische Ablauf wird Drei-Sektoren-Hypothese genannt. Er sagt aus, dass „in dem namensgebenden Sektor jeweils der Hauptanteil an Beschäftigung wie an wirtschaftlicher Wertschöpfung stattfindet.“
Die Agrargesellschaft hebt sich von der Industrie- und Dienstleistungsgesellschaft durch eine geringe Arbeitsteilung, starke Selbstversorgung und geringer Pendelwanderung der Beschäftigten ab. Die Menschen leben hier oft in Großfamilien. Freizeit und Arbeitszeit verschmelzen oft. Die Bevölkerungsmehrheit ist mit der Herstellung von Agrarprodukten beschäftigt. Die Geburten- und Sterberaten sind beide hoch. Das Zusammenleben ist häufig von einer gemeinsamen Religion, alten Sitten, Bräuchen, Traditionen und Gewohnheiten geprägt.
Die mit geringem oder keinem maschinellen Einsatz hergestellten landwirtschaftlichen Produkte dienen dabei vor allem der Selbstversorgung (sog. Ackerschollenprinzip). Handel mit landwirtschaftlichen Produkten findet nur in geringem Maß statt, so dass der überwiegende Teil der Bevölkerung in der landwirtschaftlichen Produktion beschäftigt ist.

## Gegenwart
Die industrialisierten Städte und Zentren in der Dritten Welt sind auch heute noch meist von agrarisch dominierten Bereichen umschlossen. Daraus resultierten zahlreiche gesellschaftliche und soziale Probleme, da sich z. B. die Sozialisation auf dem Land entscheidend von der Sozialisation in einer industrialisierten Stadt unterscheidet. Dies führt oft zur sozialen und politischen Aufspaltung der Gesellschaften in Land- und Stadtbevölkerung.